# الگا (نرم‌افزار)

## مقدمه
صنایع نفت و گاز به صورت مستمر در نقاط مختلف دنیا در حال توسعه و اجرا می‌باشد که برای نقل و انتقال نفت و گاز با موانع و مشکلات عدیده ای مانند لوله‌های با قطرها و طول‌های متفاوت، شرایط محیطی متفاوت و بعضاً بسیار سخت روبرو می‌شود که برای بررسی این موارد و برای داشتن طرح دارای بیشترین بازده و کمترین هزینه نیاز نرم‌افزار الگا (OLGA) توسعه پیدا کرده‌است. این نرم‌افزار قدیمی‌ترین شبیه‌ساز دینامیکی خطوط لوله نفت و گاز در داخل لوله‌ها می‌باشد.

## تاریخچه
ایده ابتدایی نرم‌افزار در سال ۱۹۷۹ میلادی توسط Dag Malnes و Kjell Bendiksen در مؤسسه IFE نروژ شکل گرفت و نسخه ابتدایی آن در سال ۱۹۸۰ با نام تجاری الگا (OLGA) نوشته شد. نرم‌افزار در ابتدا توسط Statoil تا سال ۱۹۸۳ تأمین مالی شد. همکاری گسترده بین شرکت سینتف (SINTEF) و IFE نروژ باعث توسعه سریع نرم‌افزار شد. محققین IFE از نتایج آزمایشگاهی به دست آمده در آزمایشگاه معتبر و بزرگ سینتف در تروندهایم برای ارزیابی نتایج کد استفاده می‌کردند. تا سال ۱۹۸۹، IFE و SINTEF مالکیت الگا را در اختیار داشتند. بعد از آن نرم‌افزار به سرمایه‌گذارهای آن واگذار شد. در سال ۱۹۷۳ شرکت SPT نروژ تجاری سازی نرم‌افزار را به عهده گرفت. از این تاریخ به بعد سرمایه گذاران بزرگی که عمدتاً شرکت‌های نفتی معتبر مانند Statoil, Saga و Norsk Hydro بودند روی آن سرمایه‌گذاری کردند. در سال 2012 Schlumberger شرکت SPT را به مالکیت خود درآورد و به این ترتیب الگا تحت مالکیت Schlumberger قرار گرفت. این نرم‌افزار به حدی توسعه پیدا کرده‌است که به عنوان نرم‌افزار پیشگام در شبیه‌سازی دینامیکی خطوط لوله نفت و گاز شناخته می‌شود و در ۱۱ کشور دنیا متخصصین و محققین روی آن کار می‌کنند.

## مزایا
گوشه ای از مزایای این شبیه‌ساز دینامیکی موارد زیر است:
۱) توسعه تکنولوژی انتقال نفت و گاز از چاه تا مصرف‌کننده با بالاترین ضریب اطمینان و بیشترین راندمان
۲) کمک به شرکت‌های نفت و گازی که با کمترین هزینه بالاترین راندمان را داشته باشند
۳) کم کردن ریسک سرمایه‌گذاری
۴) کوتاه کردن زمان شروع کار
۵) کم کردن تجهیزات گران‌قیمت اندازه‌گیری پارامترهای جریان مانند فشار، سرعت و فاز جریان در طول خط لوله
۶) مدیریت اسلاگ‌ها و جلوگیری از به وجود آمدن آنها
۷) پیشنهاد بهترین حالت انتقال نفت و گاز که نشان دهد کدام فاز جریان مورد نیاز است تا بالاترین راندمان را داشته باشیم به عنوان نمونه انتقال از چاه با چه فازی از جریان صورت گیرد تا بالاترین راندمان را بدهد
۸) برآورد نقاط نشت خطوط لوله
۹) جلوگیری از خوردگی خطوط لوله

## کاربردها
این نرم‌افزار می‌تواند کلیه الگوهای جریان را به صورت دینامیک پیش‌بینی کند، انتقال بین الگوهای جریان را به دست بیاورد و کلیه پارامترهای جریان مانند افت فشار، دبی جریان فازهای مختلف را در هر نقطه از خط لوله با دقت خوبی محاسبه کند. نرم‌افزار به صورت یک بعدی معادلات ناویراستوکس را حل می‌کند و از معادلات کمکی برای مدل کردن سطح مشترک فازها استفاده می‌نماید.
این نرم‌افزار به توسعه تکنولوژی نفت و گاز کمک شایانی کرده‌است.

## توسعه در خاورمیانه
در منطقه نفت‌خیز خاورمیانه این نرم‌افزار مورد استفاده قرار می‌گیرید. امارات متحده عربی، عربستان سعودی، ایران و بحرین از استفاده‌کنندگان این نرم‌افزار هستند. در ایران متخصصین داخلی در حال برنامه‌ریزی برای بومی سازی این نرم‌افزار هستند و به زودی برنامه بومی سازی این نرم‌افزار کلید خواهد خورد.